# Szőnyi úti Stadion
El Szőnyi úti Stadion es un estadio multiusos ubicado en la ciudad de Zugló de la capital Budapest en Hungría y actualmente es la sede del BVSC Budapest de fútbol y del Budapest Wolves de fútbol americano.

## Historia
El 2 de abril de 2015 se inauguraron tres nuevos campos de juego artificiales en el centro deportivo del club. Uno de ellos tiene dimensiones de 40 x 60 metros y los otros dos miden 22 x 40 metros de tamaño. El costo de la remodelación fue de 150 millones de forintos. La Hungarian Football Federation  puso el 70% de la inversión y el resto fue del gobierno local.
En la temporada 2006-07 el FC Tatabánya jugó de local en el estadio. El récord de asistencia se dio en septiembre de 1994 en el partido entre el BVSC Budapest contra el Újpest FC donde asistieron 12000 espectadores.